# José Luis Rodríguez Pardo
José Luis Rodríguez Pardo (La Coruña, 13 de diciembre de 1936-Ibidem, 12 de junio de 2018) fue un abogado y político español de ideología socialista, cofundador del Partido Socialista Galego en 1963.
Licenciado en Derecho por la Universidad de Santiago de Compostela, ha ejercido como abogado desde 1965 con despacho en La Coruña. Fue uno de los primeros profesores de lengua gallega en la Universidad de Santiago al final de la década de 1950 y ha estado siempre muy vinculado a la cultura y letras gallegas, obteniendo distintos premios y menciones con sus relatos y poemarios.
Cofundó el Partido Socialista Galego, que luego se integraría como una federación territorial del Partido Socialista Obrero Español, dando lugar al Partido dos Socialistas de Galicia-PSOE (PSdeG-PSOE), del que fue su primer Secretario General hasta el verano de 1979. Fue elegido diputado al Congreso por la circunscripción electoral de La Coruña en las elecciones de 1979. Como tal, formó parte de la Asamblea de Parlamentarios que elaboró el Estatuto de Autonomía de Galicia. En las siguientes dos convocatorias electorales (elecciones de 1982 y 1986) fue elegido senador, también por la circunscripción de La Coruña. En estas dos legislaturas en el Senado, fue vicepresidente primero de la Diputación Permanente y de la Mesa del Senado, además de presidir la Comisión de Reglamento. Después fue diputado del Parlamento de Galicia durante una legislatura (1989-1993), para pasar luego a presidir el Consejo General de la Emigración, dependiente del Ministerio de Trabajo durante el final del último mandato de Felipe González y los dos primeros años de gobierno de José María Aznar.